# So Amazing
El álbum So Amazing (Increíble, traducido al español) es la segunda producción hecha por la Banda Planetshakers que fue grabada en la Conferencia Planetshakers el 2001.

## Temas
- What You've Done for Me (4:24)
- Phenomena (3:43)
- So Amazing (5:48)
- Burn (10:01)
- Send Me (8:32)
- Run Into Your Arms (5:40)
- Worship Forevermore (5:55)
- Fill Me Now (5:26)
- Jumpin' Praisin' (3:50)
- God Is Moving (5:48)
- Send Me (Reprise) (4:50)